# Jacques Ier de Bragance
Jacques Ier de Bragance, né le 20 juin 1483 à Vila Viçosa et mort le 20 septembre 1532 au même lieu, est le second fils de Ferdinand II de Bragance, rival du roi Jean II de Portugal. À la tête de l'opposition à la politique centralisatrice de l'État, il assista à la décapitation de son père à Évora. Après l'exécution de Ferdinand, Jacques s'enfuit en Castille avec le reste de sa famille et y reste toute son adolescence jusqu'à ce qu'en 1500, le roi Manuel Ier, dont la grand-mère est une Bragance, pardonne la famille et lui accorde à nouveau les titres, terres et biens confisqués à son père.
Néanmoins, Jacques décida de partir pour Rome, accompagné d'un domestique, dans le but d'y faire annuler son mariage pour devenir moine capucin. Manuel Ier envoya des messagers qui l'interceptèrent à Calatayud et l'obligèrent à rentrer au Portugal.
Il épousa en premières noces Luisa (ou Leonor ?) de Gusmão (Pérez de Guzman), fille du duc Jean Alphonse de Medina Sidonia, en 1502, de laquelle il eut deux enfants. Vu que ce fut un mariage arrangé pour des raisons politiques, quand cette alliance cessa de le servir, il organisa un projet pour se débarrasser de la duchesse, en la faisant surprendre avec un jeune écuyer et en ordonnant d'assassiner (ou en assassinant lui-même) le jeune couple. Malgré son rang au sein de la noblesse portugaise, les soupçons du meurtre retombèrent sur lui. Pour échapper à l'opprobre, Manuel Ier lui commanda de s'affranchir du soupçon en partant pour la guerre. Ainsi, Jacques fut obligé de débourser personnellement les frais d'une expédition de 25 000 chevaliers et de 19 000 fantassins transportés dans 400 bateaux destinés à prendre Azamor, au Maroc, en septembre 1513, ville qui fut facilement conquise par les Portugais. Il épousa en deuxièmes noces Jeanne de Mendonça.
Il fut l'auteur de la construction du palais royal de Vila Viçosa.

## Mariages et descendance
De Luisa (Leonor ?) de Gusmão (épousée en 1502 ; † 1512), Jacques eut :
- Isabelle de Bragance (1514-1576), épouse d'Edouard d'Aviz, arrière-grand-mère du roi Jean IV, d'abord 8e duc de Bragance et 6e duc de Guimarães
- Théodose Ier de Bragance, cinquième duc de Bragance et troisième duc de Guimarães, arrière-grand-père du roi Jean IV

D'Éleonore (ou Jeanne ?) de Mendonça (Mendoza), épousée en 1520, il eut :
- Jeanne (1521 — 1588), qui épousa Bernardin de Cardenas, marquis d'Elche;
- Constantin de Bragance (1528–1575);
- Jacques
- Fulgêncio
- Théoton de Bragance (1530 - 1602);
- Eugénie de Bragance;
- Marie
- Vincentine